# ويليام ليمان
ويليام ليمان (بالإنجليزية: William Lehman)‏ (20 ديسمبر 1901 - يناير 1979) لاعب كرة قدم أمريكي راحل كان يجيد اللعب في خط الدفاع.
لعب طوال مسيرته الرياضية في أندية ويلستونز (1928-1929) هيلرونغز (1929-1931) ستيكس، باير، وفولر (1931-1935) سانت لويس سينترال بريويرز (1935-1936) سانت لويس شامروكز (1936-1938).
مثل منتخب الولايات المتحدة في مباراة واحدة (1934). شارك مع منتخب الولايات المتحدة في بطولة كأس العالم 1934 في إيطاليا حيث خرج من الدور الثمن النهائي.

## وصلات خارجية
- ويليام ليمان على موقع الاتحاد الدولي (مؤرشف)  (الإنجليزية)
- ويليام ليمان على موقع قاعدة بيانات كرة القدم.إي يو (الإنجليزية)
- ويليام ليمان على موقع ناشيونال فوتبول تيمز (الإنجليزية)
- ويليام ليمان على موقع Soccerway.com (الإنجليزية)
- ويليام ليمان على موقع عالم كرة القدم.نت (الإنجليزية)
- هذا سيرة ذاتية